# This Is the Life (Lied)
This Is the Life ist ein Lied der britischen Singer-Songwriterin Amy Macdonald aus dem Jahr 2007. Der Folk-Rock-Titel wurde von der Interpretin geschrieben sowie von Pete Wilkinson produziert.

## Veröffentlichung
Die Erstveröffentlichung von This Is the Life erfolgte als Teil von Macdonalds gleichnamigen Debütalbum am 27. Juli 2007 bei den Musiklabels Melodramatic und Vertigo Records (Katalognummer: 173 212-4). Am 10. Dezember 2007 erschien das Lied als fünfte Singleauskopplung aus dem Album, und zwar als 2-Track-CD-Single mit der B-Seite This Much Is True (Katalognummer: 175 526-4).

## Inhalt
Über das Lied sagte Amy Macdonald:

„Ich sah Pete Dohertys erstes Konzert in Glasgow, nachdem er die Libertines verlassen hatte. Es war eine großartige Nacht – er machte ein kleines Akustikding in der Aftershow-Party und wir stießen dazu. Dann gingen ich und meine Freunde zu einem nach Hause und saßen einfach dort, gaben die Gitarre in der Runde herum und sangen Lieder. Es war eine brillante Nacht. Am nächsten Morgen schrieb ich den Song »This Is the Life« darüber, weil mir klar wurde: Dies ist das Leben.“

## Musikvideo
Im Musikvideo wacht Macdonald in einem Raum voller schlafender junger Leute auf, läuft durch die Straßen und singt, besucht Clubs und schaut sich Fotos an, auf denen ihre Freunde in den nächtlichen Straßen herumalbern.

## Preise
2009 gewann This Is the Life einen Swiss Music Award in der Kategorie „Best Song International“.

## Kommerzieller Erfolg

### Chartplatzierungen
In den britischen Charts erreichte die Single Platz 28. In Belgien, den Niederlanden, Norwegen und Österreich avancierte das Lied zum Nummer-eins-Hit. In Deutschland, Frankreich, Italien und der Schweiz belegte es Platz zwei, in Schweden und Spanien Platz drei sowie Platz acht in Dänemark.
| ChartsChartplatzierungen     | Höchstplatzierung | Wochen |
| ---------------------------- | ----------------- | ------ |
| Deutschland (GfK)            | 2 (57 Wo.)        | 57     |
| Österreich (Ö3)              | 1 (48 Wo.)        | 48     |
| Schweiz (IFPI)               | 2 (98 Wo.)        | 98     |
| Vereinigtes Königreich (OCC) | 28 (25 Wo.)       | 25     |

| ChartsJahrescharts (2008) | Platzierung |
| ------------------------- | ----------- |
| Deutschland (GfK)         | 8           |
| Österreich (Ö3)           | 8           |
| Schweiz (IFPI)            | 5           |

| ChartsJahrescharts (2009) | Platzierung |
| ------------------------- | ----------- |
| Deutschland (GfK)         | 29          |
| Österreich (Ö3)           | 48          |
| Schweiz (IFPI)            | 24          |

### Auszeichnungen für Musikverkäufe
| Land/Region                  | Auszeichnungen für Musikverkäufe (Land/Region, Auszeichnung, Verkäufe) | Verkäufe  |
| ---------------------------- | ---------------------------------------------------------------------- | --------- |
| Belgien (BRMA)               | Platin                                                                 | 30.000    |
| Dänemark (IFPI)              | Platin                                                                 | 90.000    |
| Deutschland (BVMI)           | 5× Gold                                                                | 750.000   |
| Italien (FIMI)               | Platin                                                                 | 70.000    |
| Schweden (IFPI)              | Gold                                                                   | 10.000    |
| Schweiz (IFPI)               | Platin                                                                 | 30.000    |
| Spanien (Promusicae)         | 2× Platin                                                              | 80.000    |
| Vereinigtes Königreich (BPI) | 2× Platin                                                              | 1.200.000 |
| Insgesamt                    | 2× Gold · 10× Platin ·                                                 | 2.256.500 |